# Myrceugenia rufa
Myrceugenia rufa conocido comúnmente como arrayán de hoja roja, Ruda o Hitigu; es un arbusto endémico de Chile perteneciente a la familia de las Mirtáceas.

## Descripción
Es un arbusto perennifolio que alcanza un tamaño de 1-2 m de altura, con las ramitas densamente pubescentes cuando jóvenes. Las hojas son anchas a angostamente elípticas, ovadas u oblongas, margen resoluto; pecíolo densamente pubescente. Las inflorescencias en pedúnculos de 1-4 mm de largo, con una sola flor, solitarias o de a 2-3 ubicadas en una hilera en las axilas de las hojas;  floración se produce entre agosto y octubre. El fruto de 4-8 mm de diámetro, es de color  amarillo a naranjo; madura entre febrero y marzo.

## Distribución y hábitat
Es un arbusto endémico de Chile donde está restringido a áreas costeras desde la provincia de Elqui hasta la provincia de San Antonio. Se encuentra a una altitud de 10 y 700 metros creciendo sobre los acantilados costeros o hasta 15 km hacia el interior donde prevalecen las brisas marinas.

## Usos
El fruto del bosque de esta especie es comestible. Planta con valor ornamental.

## Taxonomía
Myrceugenia rufa fue descrita por (Colla) Skottsb. y publicado en Lilloa 13: 134. 1947[1948].
Etimología
Myrceugenia: nombre genérico que deriva de la fusión de los nombres de los géneros Myrcia y Eugenia.
rufa: epíteto latíno que significa "de color rojo castaño"
Sinonimia
- Eugenia ferruginea Hook. & Arn.
- Eugenia rufa (Colla) Barnéoud
- Luma ferruginea A.Gray
- Luma rufa (Colla) Burret
- Myrceugenia ferruginea (Hook. & Arn.) Reiche
- Myrtus chrysophyllum Spreng.
- Myrtus rufa Colla[5]